# Анри Луво
Анри Луво (на френски: Henri Louveau) е бивш пилот от Формула 1.
Роден на 25 януари 1910 година в Сюрен, Франция.

## Формула 1
Анри Луво прави своя дебют във Формула 1 в Голямата награда на Италия през 1950 година. В световния шампионат записва 2 състезания като не успява да спечели точки. Състезава се с частен автомобил Лаго-Талбот.